# Поташня (Гайсинський район)
Пота́шня — село в Україні, у  Бершадській міській громаді Гайсинського району Вінницької області.

## Герб
У лазуровому щиті золотий калач, що супроводжується знизу таким же глечиком, все супроводжується з боків шістьма, а знизу одним золотими грецькими хрестами.

## Історія
Археологічні знахідки дозволяють стверджувати, що в цих краях існувало поселення трипільської культури.
Як свідчать писемні джерела, Поташня виникла у першій половині XVIII ст., після1704 р.
Поташня майже з усіх боків оточена лісами. Частина лісів, що були устянськими володіннями, перейшла у володіння графа Мушинського, який там побудував поташний завод, який почав роботу біля 1710, і 4 хатинки для робітників. Як робітників, використовував людей з інших своїх володінь. Із цих вихідців серед лісу утворилася слобода, яка спочатку називалась Антонівкою по імені сотника Антона. Багато хто отримав прізвища від тих місць з яких вийшов. Наприклад, вихідці з Яланця отримали прізвище Яланецькі. Після смерті сотника біля 1718 слободу стали називати Поташною. Вона була приписною до Малої Киріївки.
Після смерті графа Мушинського біля 1746 року власником села став його син, який біля 1756 року передав слободу в довічне користування генералу Сіраковському. Близько 1766 року прибуває на постійне проживання в Поташню із Варшави генеральша Сіраковська, теща Побідзінського. Вона одразу ж приступила до будівництва маєтку. На околиці слободи виріс двоповерховий цегляний палац з двома флігелями, досить вибагливої, як на той час, архітектури.
Посилення польського гноблення на Правобережжі викликало протест народних мас — селяни громили й спалювали поміщицькі маєтки, вбивали поміщиків. У Поташні було вчинено напад на генеральшу Сіраковську — її задушила прислуга за жорстоке ставлення.
Слобода Поташня знову переходить у володіння сина графа Мушинського і починає швидко розростатись.
Задля поширення релігійності серед майстрових людей, Мушинський близько 1773 р. виклопотав дозвіл в греко-католицького єпископа Льва Шептицького на будівництво церкви. І в 1776 р. поташани вже 
побудували маленьку дерев'яну уніатську церкву. Вона майже згоріла у 1821, проіснувала до 1840.
У 1793 слобода перейшла від Польщі до Росії.
Біля 1805 стала з слободки селом.
Завод проіснував до 1810.
Цегляна церква Св. Великомученика Димитрія будувалась з 1822 до 1839 року, на 1866 існувала.
На 1866 село в Ольгопольському повіті.
1868 року власником стає австрійський граф Шембек.
7 (20) листопада 1917 року, відповідно до Третього Універсалу Української Центральної Ради, увійшло до складу Української Народної Республіки.
Під час другого голодомору у 1932–1933 роках, проведеного радянською владою, загинуло 75 осіб. У роки Другої світової війни діяло гетто, куди нацистами насильно зганялися євреї.
12 червня 2020 року, відповідно розпорядження Кабінету Міністрів України № 707-р «Про визначення адміністративних центрів та затвердження територій територіальних громад Вінницької області», село увійшло до складу Бершадської міської громади.
19 липня 2020 року, в результаті адміністративно-територіальної реформи та ліквідації Бершадського району, село увійшло до складу Гайсинського району.

## Відомі люди

### Уродженці
Колісник Прокіп Миколайович (1957—2021, Пряшів, Словаччина) — видатний художник України, педагог і письменник. З 1999 по 2016 рік викладав живопис на кафедрі художньої освіти та мистецтва Пряшівського університету.
Яланецький Юрій Миколайович (21.01.1998 — 27.02.2023) — український військовик, учасник російсько-української війни.

### Проживали
Садовий Сергій Костянтинович (01.05.1991—  08.09.2023) — український військовик, учасник російсько-української війни.
Коровкін Олександр Юрійович (15.06.1992— 14.12.2022) — український військовик, учасник російсько-української війни.

## Пам'ятки
Поблизу села знаходиться урочище «Устянська Дача», ботанічний заказник загальнодержавного значення.